# Sambas de Enredo 99
Sambas de Enredo 99 é um álbum com as músicas das escolas de samba do Grupo Especial do Rio de Janeiro para o carnaval do ano de 1999. Foi lançado nas lojas físicas em 23 de novembro de 1998, distribuído pela BMG Brasil, com produção fonográfica da Gravadora Escola de Samba (Gravasamba). Foi produzido por Laíla e Mário Jorge Bruno, com direção artística de Zacarias Siqueira de Oliveira, e arranjos musicais de Alceu Maia e Jorge Cardoso. O álbum foi inteiramente gravado no estúdio Cia. dos Técnicos, em Copacabana, no Rio, diferente dos álbuns anteriores da franquia que, desde Sambas de Enredo Carnaval 93, tinham uma parte gravada ao vivo no Teatro de Lona da Barra da Tijuca.
Campeãs do carnaval de 1998, Estação Primeira de Mangueira e Beija-Flor dividiram a capa e a contracapa do álbum. A primeira faixa ficou com a Mangueira, que faz uma homenagem ao samba, enquanto a Beija-Flor homenageia a cidade mineira de Araxá. O samba da Imperatriz Leopoldinense versa sobre a missão de pintores holandeses no Brasil do século XVII. A obra da Portela homenageia o estado de Minas Gerais; enquanto a Viradouro apresenta um samba sobre a combatente catarinense Anita Garibaldi. 
Nos quarenta anos da morte de Heitor Villa-Lobos, o maestro e compositor é homenageado no samba da Mocidade Independente de Padre Miguel. Após a ausência no ano anterior, o Salgueiro retorna ao álbum oficial com um samba sobre os quatrocentos anos do município de Natal. A Grande Rio homenageia o empresário e jornalista Assis Chateaubriand, falecido em 1968. Barbosa Lima Sobrinho foi o tema do samba-enredo da União da Ilha do Governador, enquanto o cirurgião Ivo Pitanguy foi homenageado pela Caprichosos de Pilares. A Tradição homenageou os quatrocentos anos do bairro carioca de Jacarepaguá; e a Vila Isabel fala sobre a cidade de João Pessoa. Campeã do Grupo A (segunda divisão do carnaval) de 1998, o Império Serrano retorna ao Grupo Especial com um samba sobre os brasileiros que residem em Nova York. Também retornando à primeira divisão, após o vice-campeonato do segundo grupo no ano anterior, a São Clemente homenageia o político e escritor Ruy Barbosa, morto em 1923.
O álbum conta com as participações especiais dos cantores Alexandre Pires, então vocalista do Só Pra Contrariar, na faixa da Mangueira, e Belo, vocalista do Soweto à época, na faixa da Beija-Flor. O convite foi feito pela produção do álbum numa medida para reverter a queda das vendas dos discos de sambas-enredo nos anos anteriores, aproveitando-se da popularidade dos grupos de pagode no final da década de 1990. O grupo infantil Oxigênios participa da faixa da Mocidade. Sambas de Enredo 99 esteve entre os álbuns mais vendidos do ano de 1999 segundo estimativa do Nopem. O samba da Beija-Flor recebeu os prêmios Estandarte de Ouro e o Tamborim de Ouro, além da nota máxima de todos os julgadores no carnaval de 1999.

## Gravação eDesignvisual

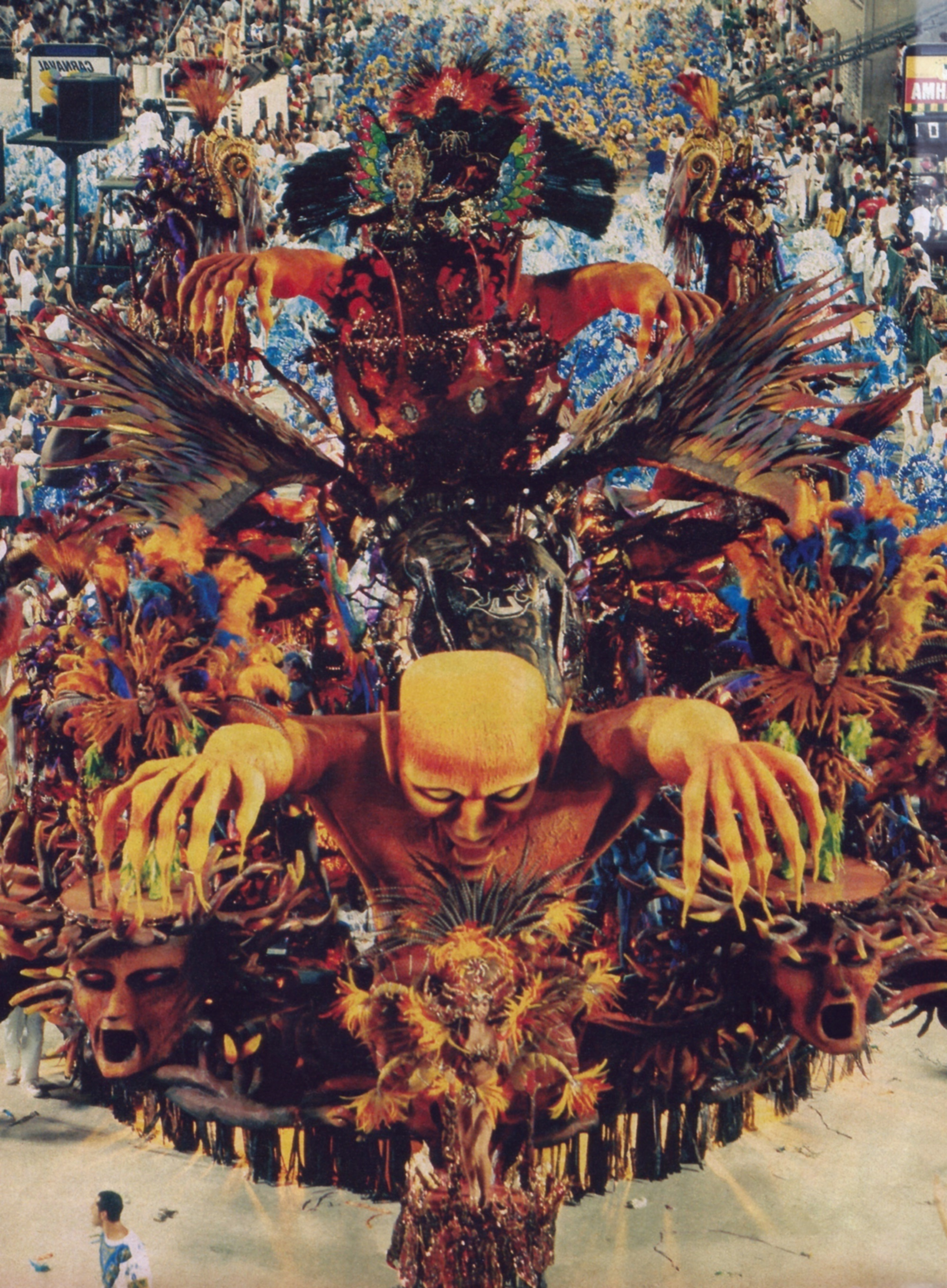
Alegoria de 1998 da Beija-Flor é uma das imagens que estampam a capa do álbum.

O álbum de 1999 foi gravado integralmente em estúdio, entre outubro e novembro de 1998, na Cia. dos Técnicos Studios, em Copacabana. Desde o álbum de 1993, eram realizadas gravações de base de bateria e coro com a comunidade das escolas, ao vivo, no Teatro de Lona da Barra da Tijuca. Outra novidade foi a diminuição dos cacos e gritos de guerra durante a execução dos sambas. O álbum foi produzido por Laíla, Mário Jorge Bruno e Alceu Maia, com direção artística de Zacarias Siqueira de Oliveira, e arranjos musicais de Alceu Maia e Jorge Cardoso.
Tradicionalmente, a capa do álbum e seu design visual remetem à escola campeã do carnaval anterior, enquanto a contracapa remete à vice-campeã. Como Mangueira e Beija-Flor dividiram o título de 1998, a capa de Sambas de Enredo 99 foi dividida entre as duas escolas. A imagem da Mangueira mostra parte da terceira alegoria da escola de 1998, intitulado "Sanatório Geral". A imagem da Beija-Flor exibe parte da quarta alegoria de 1998 da escola, intitulado "Casa de Açum". A autoria das imagens não foi informada. As duas fotos estão divididas por um desenho dos arcos da Praça da Apoteose, além do patrocínio do Banco Bandeirantes.
A contracapa do álbum monstra a mesma montagem da capa. Também contém a inscrição com os nomes das escolas que compõem o álbum sobre um fundo vermelho.

## Faixas
Pelo segundo ano consecutivo, a lista de faixas segue a ordem de classificação do carnaval anterior. A primeira faixa é da campeã de 1998, a Mangueira; a segunda é da também campeã, Beija-Flor; e assim por diante. Campeã e vice do Grupo A em 1998, Império Serrano e São Clemente ocupam, respectivamente, as faixas 13 e 14.
| N.º            | Título                                                                                           | Compositor(es)                                                               | Intérpretes e participações                   | Duração |  |
| 1.             | "O Século do Samba" (Mangueira)                                                                  | Adalberto, Jocelino e Jerônimo                                               | Jamelão e Alexandre Pires (Só Pra Contrariar) | 5:45    |  |
| 2.             | "Araxá - Lugar Alto Onde Primeiro Se Avista o Sol" (Beija-Flor)                                  | Wilsinho Paz, Noel Costa e Serginho do Porto                                 | Neguinho da Beija-Flor e Belo (Soweto)        | 5:07    |  |
| 3.             | "Brasil, Mostra a Sua Cara em... Theatrum Rerum Naturalium Brasiliae" (Imperatriz Leopoldinense) | Cesar Som Livre, Waltinho Honorato, João Estevam e Eduardo Medrado           | Preto Jóia                                    | 5:11    |  |
| 4.             | "De Volta aos Caminhos de Minas Gerais" (Portela)                                                | Noca da Portela, Colombo, J. Rocha e Darcy Maravilha                         | Rogerinho                                     | 6:35    |  |
| 5.             | "Anita Garibaldi - Heroína das 7 Magias" (Viradouro)                                             | Gilberto Gomes, R. Mocotó, Gustavo, PC Portugal e Dadinho                    | Dominguinhos do Estácio                       | 5:23    |  |
| 6.             | "Villa Lobos e a Apoteose Brasileira" (Mocidade)                                                 | Santana, Nascimento e Ricardo Simpatia                                       | Wander Pires (Part.: Grupo Oxigênio)          | 5:08    |  |
| 7.             | "Salgueiro É Sol e Sal nos 400 Anos de Natal" (Salgueiro)                                        | Celso Trindade, Demá Chagas, Eduardo Dias, Líbero e Quinho                   | Quinho                                        | 4:19    |  |
| 8.             | "Ei, ei, ei, Chateau É o Nosso Rei" (Grande Rio)                                                 | Nêgo, Barbeirinho e Derê                                                     | Nêgo                                          | 4:28    |  |
| 9.             | "Barbosa Lima, 101 Anos do Sobrinho do Brasil" (União da Ilha do Governador)                     | Bicudo, Djalma Falcão, Dito e Jota Erre                                      | Rixxa                                         | 4:59    |  |
| 10.            | "No Universo da Beleza, Mestre Pitanguy" (Caprichosos de Pilares)                                | Sidney Leite, Flávio Quintino, Marcelinho da Caprichosos, Bittar e Jorge 101 | Jackson Martins                               | 5:28    |  |
| 11.            | "Nos Braços da História, Jacarepaguá, Quatro Séculos de Glórias" (Tradição)                      | Jorge Makumbba, Erô Baianinho, Jurandir da Tradição e Antonio Português      | Wantuir                                       | 5:43    |  |
| 12.            | "João Pessoa, Onde o Sol Brilha Mais Cedo" (Vila Isabel)                                         | Evadro Bocão, Serginho 20 e Tito                                             | Gera e Jorge Tropical                         | 5:31    |  |
| 13.            | "Uma Rua Chamada Brasil" (Império Serrano)                                                       | Arlindo Cruz, Carlos Sena, Maurição e Elmo Caetano                           | Jorginho do Império                           | 5:20    |  |
| 14.            | "A São Clemente Comemora e Traz Rui Barbosa para os Braços do Povo" (São Clemente)               | Ricardo Góes, Ronaldo Soares, Chocolate e Fernando de Lima                   | Márcio Souto                                  | 4:17    |  |
| Duração total: | Duração total:                                                                                   | Duração total:                                                               | Duração total:                                | 1:13:23 |  |

## Crítica profissional
Em sua crítica para o jornal O Globo, João Máximo criticou o álbum, classificando-o como o "mais equivocado desde sempre". Segundo o jornalista, "parece que as escolas - ou os seus compositores, todos eles subjugados aos caprichos dos carnavalescos - estão se perfeiçoando na arte da pasteurização, do fazer tudo igual, de repetir o repetido, como se os sambas de enredo chegassem ao fim do século presos a regras rígidas, imutáveis, sem lugar para a inventiva [...] com melodias lineares e letras marcadas pelo nonsense". Máximo criticou os enredos "a cada ano mais escalafobéticos" ("a Tradição canta Os Quatro Séculos de Glórias de Jacarepaguá. Que glórias? É difícil pensar no povão a desfilar entoando um verso como 'Sou emergente, que emoção!' [...] o Império não hesita em glamurizar os brasileiros que sofrem quando vão tentar a sorte em Nova York" [...] "A Grande Rio, creiam, com Chateaubriand, para o qual talvez tenha sido feito o pior dos quatorze sambas"). Sobre a obra da São Clemente em homenagem a Ruy Barbosa, "não deixa de ser curioso uma escola de samba saudar um baiano que detestava samba". Também foi criticada a utilização de "elementos harmônicos estranhos ao samba: teclados, coro fazendo contracanto e até a sanfona do Sivuca" e a participação de Alexandre Pires na faixa da Mangueira ("autopromover-se parece ter sido o motivo do cantor, mas e o da Mangueira? A heresia é tão gritante que outras intervenções oportunistas, como a de Belo do Soweto e do Grupo Oxigênios são pecados perfeitamente perdoáveis".
Para Marco Maciel, do site especializado Sambario, "os sambas, no CD, são apresentados da maneira mais lírica que se pode imaginar: ritmo cadenciadíssimo, repleto de teclados ao som de violinos (o grande destaque do disco em seu último ano, aparecendo com um som mais alto que o da própria bateria), coro reforçado na segunda passada (na primeira, apenas aparece a voz do intérprete)... A bateria não está com um som tão alto, mas a sua passagem no CD é marcante [...] De um modo geral, considero o CD de 1999 chato, pois a gravação arrastou demais os sambas, o violino aparecia com um acorde diferente a cada verso, os envolventes gritos de guerra dos intérpretes foram abolidos... Enfim, o disco de 1999 parece mais um disco de ópera do que de samba-enredo". Maciel elogiou a safra de sambas, destacando as obras de Mangueira ("Samba com a cara da verde-e-rosa, envolvente e com um refrão central esplendoroso"); Beija-Flor ("possui uma melodia incrivelmente leve [...] com a bateria dando um show na segunda passada"); Império Serrano ("O samba é riquíssimo em melodia e a gravação é perfeita. Os refrões são encantadores, com destaque para o principal. É, na minha opinião, a melhor gravação do CD. Os teclados funcionaram direitinho na faixa, embelezando ainda mais este lindo samba") e Mocidade ("no CD está arrastado demais. Tudo bem que fala do maestro Villa-Lobos, mas os violinos apareceram em excesso, deixando o samba uma legítima ópera. Mas o samba é, sem dúvida, espetacular e envolvente. Um dos melhores de todos os tempos da escola"). Também foram elogiadas as faixas de Imperatriz ("Samba leve, melodia simples [...] embora a gravação seja boa, está arrastadinho. Mas Preto Jóia deixa a sua marca, principalmente pelo animado começo"); União da Ilha ("bonita letra e uma melodia fantástica, lírica e emocionante [...] Fantástica a paradinha que a bateria dá no fim da segunda passada do samba"); Vila Isabel ("Belo samba, com a gravação lenta do CD o embelezando ainda mais. O início da faixa é envolvente, com um forró animado tocado pelo famoso acordeon de Sivuca. A entrada da bateria é excelente, com Gera começando a puxar o samba [...] O hino possui uma excelente melodia, aliada a uma boa letra. E, na gravação, o acordeon de Sivuca está presente o tempo inteiro, com seu embalo quase que abafando o som lírico do teclado-violino"); Caprichosos ("rico em melodia e possui uma letra belíssima, uma autêntica poesia. O hino foi gravado de uma forma totalmente lenta e arrastada, mas isso não tira o brilho do samba, embora muitos o considerem chato"); Portela ("excepcional letra [...] melodia agradável [...] Legal a marcheadinha que a bateria dá enquanto o refrão principal é entoado"); Viradouro ("A gravação deixou o samba chatíssimo, lento demais [...] Este samba, de dois belos refrões, que homenageia Anita Garibaldi, embora eu ache que a letra por muitas vezes fuja do assunto, merecia ser um pouquinho mais animado no CD"); Salgueiro ("o único samba animado do CD. Claro, quem o canta é ninguém menos que o impagável Quinho. O samba é tão animado que os violinos quase não aparecem, com a bateria se sobressaindo [...] as críticas ocorrem devido as poucas variações da melodia do samba"); e São Clemente ("tem uma bela gravação. O samba possui uma melodia razoável e letra boa"). Ainda segundo Maciel, o samba da Grande Rio é "fraco, de melodia enjoadinha [...] Destaque para o forrózinho no refrão central"; e na obra da Tradição, "a letra não é ruim, porém a melodia é retilínea, já que as variações praticamente inexistem. Não me agradam os dois refrões, sobretudo o principal. E o restante do samba não possui praticamente melodia nenhuma. Samba arrastado e mediano".

## Desempenho comercial

### Tabela anual
Segundo o Instituto Nelson Oliveira Pesquisa e Estudo de Mercado, Sambas de Enredo 99 foi o 23.º álbum mais vendido no Brasil no ano de 1999. Na semana do carnaval, esteve entre os quatro mais vendidos.
| Tabela musical | Posição |
| -------------- | ------- |
| Nopem (1999)   | 23      |

## Os sambas no carnaval

### Premiações
O samba da Beija-Flor recebeu os dois principais prêmios do ano:
- "Araxá, Lugar Alto Onde Primeiro Se Avista o Sol" (Beija-Flor)

1. Estandarte de Ouro (O Globo)[13]
2. Tamborim de Ouro (O Dia)[14]

## Créditos
Ao processo de elaboração do álbum se atribui os seguintes créditos:
| - Produtor fonográfico: Gravadora Escola de Samba LTDA. - Direção artística: Zacarias Siqueira de Oliveira - Produção musical: Laíla, Mário Jorge Bruno e Alceu Maia - Apoio à produção: Renato Silva, Waldyr Gomes, Edeildo Santos "Delfim", Paulinho de Pilares e Dinorah - Técnicos de Gravação: Mário Jorge Bruno, Luiz Rodrigues, Cláudio Farias e Vânius Lemos - Assistente de Gravação: José Sartori (Magro) - Auxiliares Técnicos: Márcio "Sinistro" Carneiro, Aton Damasio, Samuel Sena, Elânio "Neno" Duarte, Sandro Rangel, Felipe Girardi e Guilherme Medeiros - Mixagem: Mário Jorge Bruno e Flavio Senna - Edição e masterização: Estúdio Cia dos Técnicos - Ricardo Essucy e Vânius Lemos - Supervisão de áudio: Franklin Garrido Leite - Manutenção Técnica: Abd Chaffar Hammury e Duarte Silveira - Projeto Gráfico: Lêka, Alberto e Amilcar (L&A Studio) - Direção de Arte: Emil Ferreira - Arregimentação das escolas de samba: Zacarias Siqueira de Oliveira - Arregimentação dos músicos, ritmistas e coristas: Alceu Maia, Paulinho de Pilares e Dinorah - Arranjo / regência: Jorge Cardoso (faixas 1; 4; 5; 7; 8; 9; 10); Alceu Maia (faixas 2; 3; 6; 11; 12; 13; 14) | Base - Cavaco: Alceu Maia; Paulinho Soares "Galeto"; Leonardo Alegria - Violão: Claudio Jorge; Jorge Simas - Violão Sete Cordas: Jorge Simas; Paulão - Cavaco de apoio: Zé Mauro "Jacaré"; Carlinhos Nova Raça - Surdos: Gordinho; Cabelinho - Tantã: Beloba - Tumbadora: Binho; Pirulito - Pandeiros: Jim Brown; Getúlio - Repique de mão: Ubirany Complementos - Cavaco solo: Alceu Maia (faixa 5); Paulo Balthazar - Violão solo: Jorge Simas - Violoncelo: Márcio Malard (faixa 6) - Sanfona: Sivuca (faixa 12) - Teclado: Tutuca Borba; Darcy de Paulo - Triângulo: Ovídio - Agogôs: Luís Roberto; Carlos Cezar; André Luiz; Marcos Antônio (faixa 13) - Agogô: Binho |